# Экономика Волгоградской области
Экономика Волгоградской области в 2022 году занимала 27-е место среди регионов России по ВРП и оценивалась в 1 218 млрд руб или 0,87% от ВВП России при населении в 1,68% от населения России. ВРП на душу населения составил 491 тыс. руб. В реальном исчислении объем ВРП в 2022 году составил 98,8% от уровня 2018 года и 104,3% от уровня 2021 года. 
Наибольший объем ВРП в 2022 г. был создан на предприятиях обрабатывающих производств (22,0%), в сельском, лесном хозяйстве, охоте, рыболовстве и рыбоводстве (15,2%), в организациях, занимающихся торговлей оптовой и розничной, занимающихся ремонтом автотранспортных средств и мотоциклов (12,3%). 
В 2023 г. объем промышленного производства в области составил: обрабатывающих производств 816 млрд рублей, по обеспечению электрической энергией, газом и паром; кондиционированию воздуха 87 млрд рублей, по добыче полезных ископаемых 40 млрд рублей, по водоснабжению; водоотведению, организации сбора и утилизации отходов, деятельности по ликвидации загрязнений 23 млрд рублей.  

## Крупнейшие предприятия обрабатывающей промышленности
При общем объеме промышленного обрабатывающего производства в 816 млрд рублей в 2023 году,  в области выделяются производство пищевых продуктов — 126 млрд рублей (26% от обрабатывающей промышленности), производство химических веществ и химических продуктов — 116 млрд руб  (14% от обрабатывающей промышленности), производство кокса и нефтепродуктов — 91 млрд руб  (11% от обрабатывающей промышленности), производство готовых металлических изделий, кроме машин и оборудования, — 67 млрд руб  (8% от обрабатывающей промышленности). 
Крупнейшими предприятиями в области производства химических веществ и химических продуктов являются АО «Каустик», Волгоградский филиал ООО «Омский завод технического углерода», АО «Волжский Оргсинтез», ОАО «Эктос-Волга», АО «Волтайр-Пром», ООО «Зиракс», ООО «ТД ГраСС».  
Крупнейшим предприятием области в производстве кокса и нефтепродуктов является ООО «ЛУКОЙЛ-Волгограднефтепереработка». 
Крупнейшими предприятиями в металлургическом производстве являются АО «Волжский трубный завод», АО «Корпорация Красный Октябрь», филиал «Волгоградский» АО «Северсталь канаты», филиал  «Объединенная компания РУСАЛ Волгоградский алюминиевый завод» АО «Объединенная компания РУСАЛ Уральский алюминий», ООО «Производственное объединение «Нижне-Волжский трубный завод».
Основными предприятиями в машиностроительном комплексе являются ООО «Волгограднефтемаш», АО «Федеральный научнопроизводственный центр «Титан-Баррикады», Волгоградский филиал ООО «ЕПК Волжский», АО «Производственный комплекс «Ахтуба», АО «Завод «Метеор», ООО «Волгабас Волжский».

## Сельское хозяйство
В 2023 году было произведено сельскохозяйственной продукции на 237 млрд рублей. Около 75 % сельскохозяйственной продукции приходится на растениеводство и 25 % — на животноводство (свиноводство, крупный рогатый скот, птицеводство, овцеводство). На территории региона располагается крупное производство высококачественного зерна, кукурузы, крупяных культур, семян масличных культур и растительного масла, овощей, фруктов, бахчёвых. В 2024 году общий сбор зерновых культур составил более 4 миллионов тонн, урожай масличных культур превысил 1,5 миллиона тонн, было собрано более 1,1 миллиона тонн овощной продукции.
В 2023 году в области собрали больше 6 млн тонн зерновых и зернобобовых культур, причем более половины урожая составляет продовольственная пшеница. В 2024 году Волгоградская область заняла пятое место в России по сбору пшеницы. В 2021 году поставлен рекорд по посевам кукурузы — площадь полей впервые превысила 104 тыс. га. Самые большие посевные площади кукурузы — в Урюпинском, Новониколаевском, Новоаннинском, Алексеевском, Нехаевском и Киквидзенском районах.
По общему валовому сбору овощей в открытом грунте область уступает только Дагестану и Астраханской области. В 2024 году в области собрали 1 146 тысяч тонн овощей, причем 56% всех овощей было выращено на полях Городищенского района, более 577 тысяч тонн. В Среднеахтубинском районе было произведено около 119 тысяч тонн, в Быковском - 87,7 тысячи тонн, в Светлоярском - 81,7 тысячи тонн, в Ленинском - 52,5 тысячи тонн. Волгоградская область является основным регионом России по выращиванию репчатого лука, моркови, и огурца в открытом грунте. Валовый сбор репчатого лука в 2021 году в области составил 366 тыс тонн (35% от объёма сборов России), моркови 241 тыс тонн (31% от объёма сборов России), огурца 28 тыс тонн (35% от объёма сборов России).  Волгоградская область является одним из лидирующих регионов по выращиванию тыквы, капусты, томатов, кабачков, и столовой свекты. Между 2014 и 2021 годом увеличилось в два раза количество собираемой тепличной продукции до 72,1 тыс тонн. Общая площадь теплиц в области составляет 119 га. Тепличные комплексы работают в городах Волгоград и Волжский и в Среднеахтубинском районе.
Сбор бахчевых культур в 2022 году составил 221 тысяч тонн, обеспечив области третье место в России.
В 2023 году в Волгоградской области собрали 1,538 млн тонн масличных культур, из них 1,350 млн тонн — подсолнечника. Также в области собирали сою и горчицу. С 2014 года урожай вырос в два раза. Волгоградская область в 2021 году заняла третье место в России по производству подсолнечника.
В 2023 году хозяйства области произвели 147 тысяч тонн в убойном весе скота и птицы на мясо на убой, 589 тысяч тонн молока, и 832 млн яиц. Область заняла шестое место в стране по производству овечьей и козьей шерсти с 2 057 тонн продукта.

## Садоводство
Волгоградская область занимает восьмое место в России по площади плодово-ягодных насаждений и пятое место — по их производству. В 2024 году общая площадь плодовых насаждений превысила 7,1 тыс га. За период с 2014 по 2023 год  производство плодов в коллективном секторе региона выросло в 2,2 раза до 91,3 тыс. тонн фруктово-ягодной продукции, было заложено свыше 3,2 тыс. га садов. Было собрано 87 тысяч тонн яблок, 3,6 тысяч тонн вишни и черешни, 170 тонн земляники садовой. Более 75% плодов собирает группа «Сады Придонья» — площадь насаждений более 3,7 тыс га. 
В 2021 область перешла в число регионов где развивается промышленное виноградарство, площадь промышленных виноградников 82 га, из них 68 га — в плодоносящем возрасте. Всего в области под виноградные насаждения занято (включая хозяйства населения) 470 га.
Мощности собственной овоще- и плодопереработки составляют 533 тыс тонн, мощности хранения плодоовощной продукции составляют 427 тыс тонн.

## Энергетика
В 2022 году область произвела, передала, и распределила электроэнергии на 53 млрд рублей. Валовая добавленная стоимость обеспечения энергией составила 31 млрд рублей.
Волгоградская область является сбалансированным регионом по энергии, с производством немного отстающим от потребления. По состоянию на начало 2020 года, на территории Волгоградской области эксплуатировались 19 электростанций общей мощностью 4084,8 МВт, в том числе две гидроэлектростанции (Волжская ГЭС и  Межшлюзовая ГЭС), две солнечных электростанции расположенных на юге Волгограда и 15 тепловых электростанций. Из 15 тепловых электростанций, девять являются небольшими электростанциями, принадлежащими промышленным предприятиям. В 2019 году все электростанции Волгоградской области произвели 16 565 млн кВт·ч электроэнергии, область потребила 16 941 млн кВт·ч.

## Строительство
Объем строительных работ в 2023 году составил 131 млрд рублей. В 2022 году валовая добавленная стоимость составила 63 млрд рублей. В 2023 г. сданы в эксплуатацию жилые дома общей площадью 951 тыс квадратных метров, включая 12 тыс квартир. Введены торговые предприятия площадью 40 тыс квадратным метров, предприятия общественного питания на 277 посадочных мест, общеобразовательные организации на 4 530 учеников.

## Транспорт
В 2022 году валовая добавленная стоимость транспортировки и хранения составила 71 млрд рублей.
Через территорию области проходят важные железнодорожные, автомобильные, водные и воздушные трассы. Общая протяжённость железнодорожных путей общего пользования составляет 1,6 тыс. км, внутренних судоходных путей — 1,5 тыс. км, автомобильных дорог — 44 тыс км (40 % дорог общего пользования имеют твёрдое покрытие). Протяженность автомобильных дорог федерального значения составляет 1,2 тыс. км.
Перевозка грузов автомобильным транспортом составила 0.8 % от Российской Федерации по тоннокилометрам. Пассажирооборот автобусов общего пользования составил 1,4 % от Российской Федерации по пассажирокилометрам, с основным пассажирооборотом на городских и междугородных маршрутах в приблизительно равных долях. Перевозка пассажиров железнодорожным транспортом составила 0,4 % от Российской Федерации по количеству пассажиров.

## Добыча полезных ископаемых
В 2022 году валовая добавленная стоимость добычи полезных ископаемых составила 38 млрд рублей.
Основу добычи полезных ископаемых в области составили нефть и газ природный и попутный. Их добыча неуклонно снижается с 2019 года. Область наращивает добычу песков природных (в 3 раза с 2019 по 2022 год) и гранул, крошки и порошка, гальки, гравия (в 2 раза с 2019 по 2022 год). 